# مدلین مونتالبان
مدلین مونتالبان (انگلیسی: Madeline Montalban؛ (با نام اصلی مدلین سیلویا رویالز; ۸ ژانویه ۱۹۱۰ – ۱۱ ژانویه ۱۹۸۲) یک اختربینی و جادوی مراسمی‌دان انگلیسی بود. او یکی از بنیان‌گذاران سازمان باطن‌گرایی غربی با نام «محفل ستاره بامدادی» (OMS) بود که از طریق آن، شکل خاص خود از لوسیفریانیزم را ترویج می‌کرد.
مونتالبان که در بلکپول، لانکاشر متولد شد، در اوایل دهه ۱۹۳۰ به لندن نقل مکان کرد و در فرهنگ باطنی شهر غوطه‌ور شد. او تحت تأثیر هرمسیه، به‌صورت خودآموز به یادگیری جادوی مراسمی پرداخت. او با شخصیت‌های برجسته علوم خفیه در ارتباط بود، از جمله پیروان تلما مانند آلیستر کراولی و کنت گرانت، و همچنین ویکان‌هایی همچون جرالد گاردنر و الکس سندرز. بین سال‌های ۱۹۳۳ تا ۱۹۵۳، مقالاتی در زمینه اختربینی و موضوعات باطنی در مجله London Life منتشر کرد و پس از آن تا زمان مرگش، در مجله ملی Prediction به این کار ادامه داد. همچنین، جزواتی در مورد اختربینی منتشر کرد که در آن‌ها از نام‌های مستعار مختلفی مانند دولورس نورث، مادلین آلوارز و نینا دل لونا استفاده می‌کرد.
در سال ۱۹۵۲، او با نیکلاس هرون آشنا شد و با او رابطه‌ای برقرار کرد. پس از نقل مکان به ساوت‌سی در همپشر، آن‌ها در سال ۱۹۵۶ محفل ستاره بامدادی را به‌عنوان یک آموزش از راه دور تأسیس کردند و مناسک جادویی خاص خود را به مشترکان آموزش دادند. او لوسیفر را به‌عنوان یک موجود الهی خیرخواه می‌پنداشت و باور داشت که ریشه‌های لوسیفریانیزم به بابل بازمی‌گردد. او پیروان خود را تشویق می‌کرد تا با موجودات فرشته‌واری که با اجرام آسمانی مرتبط بودند، ارتباط برقرار کنند تا در مسیر رشد معنوی‌شان یاری شوند. پس از پایان رابطه‌اش با هرون در سال ۱۹۶۴، به لندن بازگشت و به ترویج محفل ستاره بامدادی ادامه داد. او در منطقه سنت جایلز ساکن شد و رسانه‌ها از او با عنوان «جادوگر سنت جایلز» یاد می‌کردند. مونتالبان در سال ۱۹۸۲ بر اثر سرطان ریه درگذشت.
از آنجا که او از انتشار دیدگاه‌های خود در قالب کتاب امتناع می‌ورزید، پس از مرگش تا حد زیادی به فراموشی سپرده شد، هرچند محفل ستاره بامدادی تحت رهبری جدید به فعالیت خود ادامه داد. در دهه‌های بعد، زندگی و آثار او در متون مختلف علوم خفیه و مطالعات تاریخی مرتبط با باطن‌گرایی ذکر شد. در سال ۲۰۱۲، زندگینامه کوتاهی از او به قلم جولیا فیلیپس توسط کتابفروشی آتلانتیس منتشر شد.

## زندگی‌نامه

### سال‌های اولیه: ۱۹۱۰–۱۹۳۸
مدلین سیلویا رویالز در ۸ ژانویه ۱۹۱۰ در بلکپول، لانکاشر زاده شد. اطلاعات کمی دربارهٔ زندگی اولیه او در دسترس است؛ دورانی که هم‌زمان با مشارکت بریتانیا در جنگ جهانی اول بود. با این حال، به نظر می‌رسد که او رابطه‌ای پرتنش با والدینش داشته است. پدرش، ویلی رویالز، یک نماینده بیمه بود و مادرش، ماریون نرودا شاو، دختر یک خیاط از اولدهام بود. ویلی و ماریون در ۲۸ ژوئن ۱۹۰۹ ازدواج کردند و مدلین هفت ماه بعد به دنیا آمد. در کودکی، مدلین به فلج اطفال مبتلا شد که منجر به لنگی دائمی و ضعف یک پایش شد. او در دوران بیماری خود که بستری بود، برای سرگرمی به مطالعه ادبیات پرداخت و از آثار ادوارد بولور لیتن، اچ. رایدر هگرد و ا. ت. آ. هوفمان لذت می‌برد. همچنین در جوانی کتاب مقدس را مطالعه کرد و به‌ویژه شیفته متون عهد عتیق شد، تا جایی که معتقد بود این متون شامل پیام‌های پنهانی هستند؛ مفهومی که بعدها هستهٔ اصلی باورهای لوسیفری او شد.

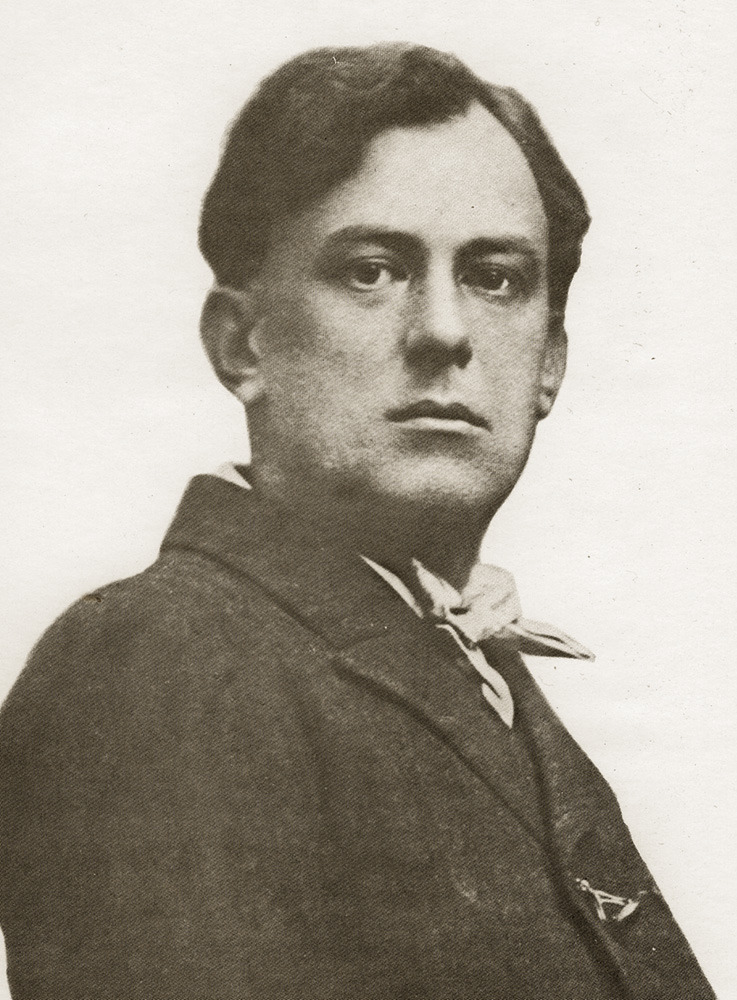
کراولی، که مونتالبان در لندن با او ملاقات کرد

اوایل دههٔ ۱۹۳۰، مدلین بلکپول را ترک کرد و به لندن رفت. دلایل این تصمیم او هرگز به‌طور قطعی مشخص نشد و خود او در سال‌های بعد روایت‌های مختلف و متناقضی از آن ارائه داد. در یکی از این روایت‌ها، او ادعا کرد که پدرش او را برای تحصیل نزد عارف و غیب‌دان مشهور، آلیستر کراولی، که در سال ۱۹۰۴ دین تلما را بنیان گذاشته بود، فرستاده است. با این حال، زندگی‌نامه‌نویس او، جولیا فیلیپس، با وجود تأیید ملاقات او با کراولی در لندن، این روایت را غیرمحتمل می‌داند. در روایت دیگری، مدلین ادعا کرده که برای کار در روزنامهٔ دیلی اکسپرس به لندن آمده است؛ ادعایی که هرگز تأیید نشد. جاستین گلس، یکی از خبرنگاران آن زمان این روزنامه، اظهار داشت که هرگز مونتالبان را در آنجا به خاطر نمی‌آورد.
مونتالبان بارها داستان‌های خود را تغییر می‌داد. او بعدها به شاگردش مایکل هاوارد گفت که پس از ورود به لندن، دیلی اکسپرس او را برای مصاحبه با کراولی فرستاد. به گفتهٔ این روایت، هنگامی که برای اولین بار به محل اقامت کراولی در خیابان جرمن رفت، او در حال دست‌وپنجه نرم کردن با یک حملهٔ آسم بود. مدلین که تجربهٔ مقابله با این بیماری را داشت، به او کمک کرد و مورد قدردانی او قرار گرفت. آن‌ها سپس به هتل کافه رویال در خیابان ریجنت رفتند، جایی که پس از صرف ناهار، کراولی فاش کرد که قادر به پرداخت هزینه نیست و مونتالبان مجبور شد هزینهٔ آن را بپردازد.
با وجود عدم اطمینان از صحت این روایت‌ها، مونتالبان با کراولی ملاقات کرد و به دنیای غیب‌گرایی لندن پیوست. او که علاقهٔ زیادی به باطن‌گرایی غربی داشت، به‌طور گسترده‌ای در این زمینه مطالعه کرد و به‌جای جستجوی استاد، خود به یادگیری جادو پرداخت. او به‌ویژه به اختربینی علاقه‌مند بود و در سال ۱۹۳۳ نخستین مقاله‌اش را با عنوان «ستارگان در آسمان» برای مجلهٔ London Life نوشت. او تا سال ۱۹۵۳ به انتشار آثار خود در این مجله ادامه داد و در این مدت از نام‌های مستعار مختلفی استفاده کرد، از جمله مدلین آلوارز، دولورس دل کاسترو، مایکل رویالز، رجینا نورکلیف، آتنه دولوس، نینا د لونا، و مشهورترین آن‌ها، مدلین مونتالبان، که آن را بر اساس نام یک بازیگر مکزیکی که دوست داشت، ریکاردو مونتالبان، برگزید.